# اچ‌ام‌اس اچ۴۸
اچ‌ام‌اس اچ۴۸ (به انگلیسی: HMS H48) یک زیردریایی بود که طول آن ۱۷۱ فوت ۰ اینچ (۵۲٫۱۲ متر) بود. این زیردریایی در سال ۱۹۱۹ ساخته شد.